# Donald Wailan-Walalangi
Donald Wailan-Walalangi (Jakarta, 14 de abril de 1960) é um ex-tenista profissional indonésio.
Donald Wailan-Walalangi em Olimpíadas disputou em Seul 1988, apenas em duplas com Hary Suharyadi, perdendo para os estadunidenses Ken Flach e Robert Seguso. 